# 鹿折唐桑駅
鹿折唐桑駅（ししおりからくわえき）は、宮城県気仙沼市新浜町一丁目にある、東日本旅客鉄道（JR東日本）大船渡線BRT（バス高速輸送システム）のバス停留所である。元々は同社の大船渡線の鉄道駅であった。

## 歴史
- 1932年（昭和7年）3月19日：鹿折駅（ししおりえき）として開業[3]。
- 1972年（昭和47年）
  - 1月1日：貨物取り扱いを廃止[3]。
  - 2月1日：荷物扱いを廃止[4]。駅員無配置駅となる[5]。
- 1986年（昭和61年）11月1日：鹿折唐桑駅に改称[1]。
- 1987年（昭和62年）4月1日：国鉄分割民営化により、JR東日本の駅となる[3]。
- 2006年（平成18年）9月1日：簡易委託を廃止し、無人化。
- 2011年（平成23年）3月11日：東日本大震災により営業休止。地震による津波で港から1キロメートル以上離れた同駅周辺に大型漁船「第18共徳丸」（全長約60メートル、総トン数330トン）が打ち上げられた[新聞 1]（2013年解体）。
- 2013年（平成25年）3月2日：BRTにより仮復旧。宮城県道34号気仙沼陸前高田線上にBRTの駅を設置。
- 2015年（平成27年）3月14日：当駅周辺のバス専用道の整備に伴い、BRT用の駅舎を旧駅舎のあった場所に整備し駅を移設[報道 1]。
- 2020年（令和2年）4月1日：気仙沼駅 - 盛駅間の鉄道事業廃止により、鉄道駅としては廃駅となる[報道 2][報道 3]。

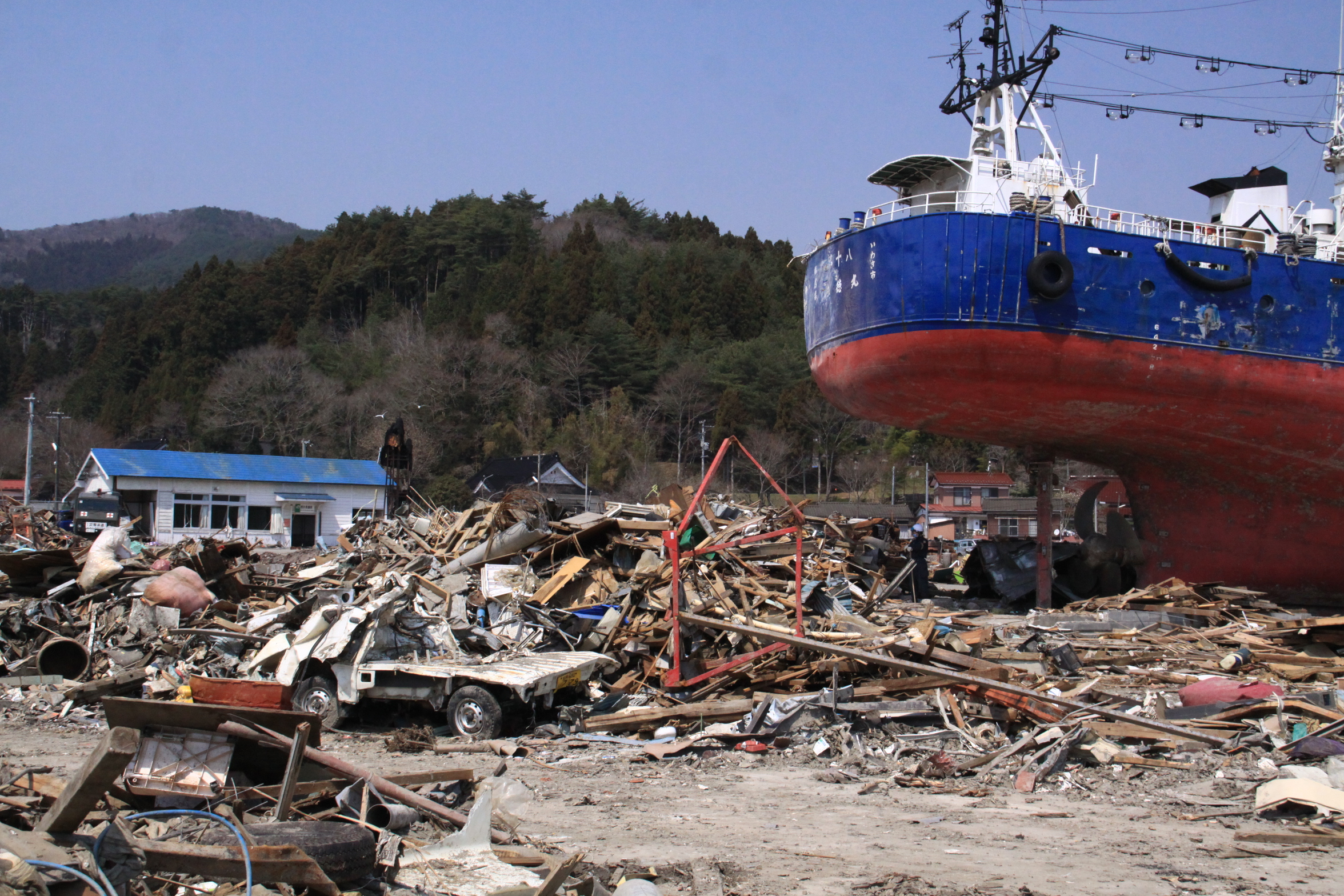
東日本大震災による津波で駅（左奥）近くに打ち上げられた「第18共徳丸」

## 駅構造
鉄道ホームと線路を撤去して整備した専用道上に、上り下りの乗降場が相対して設置されている。構内は2車線。上り気仙沼行きの乗降場には待合室・トイレが設けられている。
気仙沼駅方面からのBRT専用道の終端であり、盛駅方面は駅前ロータリーを経由して県道と接続している。
また、気仙沼駅前 - 上鹿折駅前間を大船渡線BRTとして運行しているミヤコーバス鹿折金山線の便は県道上の「鹿折唐桑駅前」停留所を発着する。
大船渡線BRTの運行開始時は気仙沼駅 - 当駅間の専用道は整備されておらず、鹿折唐桑駅前停留所と同位置にBRTの駅が設置された。

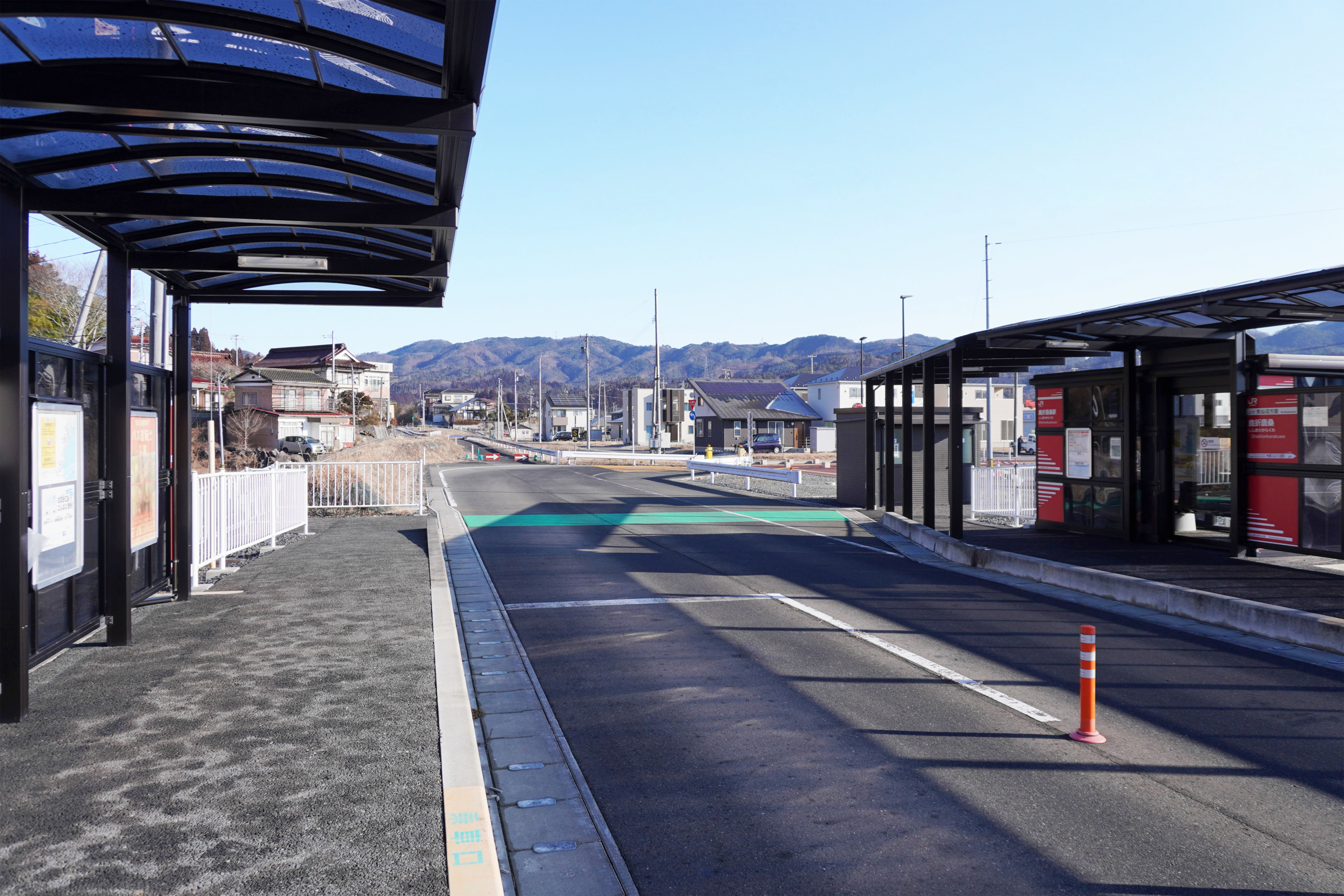
BRTのりば（2024年2月）

### 旧鉄道駅
震災前は、単式ホーム1面1線を有する地上駅で、駅舎があり、気仙沼駅管理の無人駅であった。

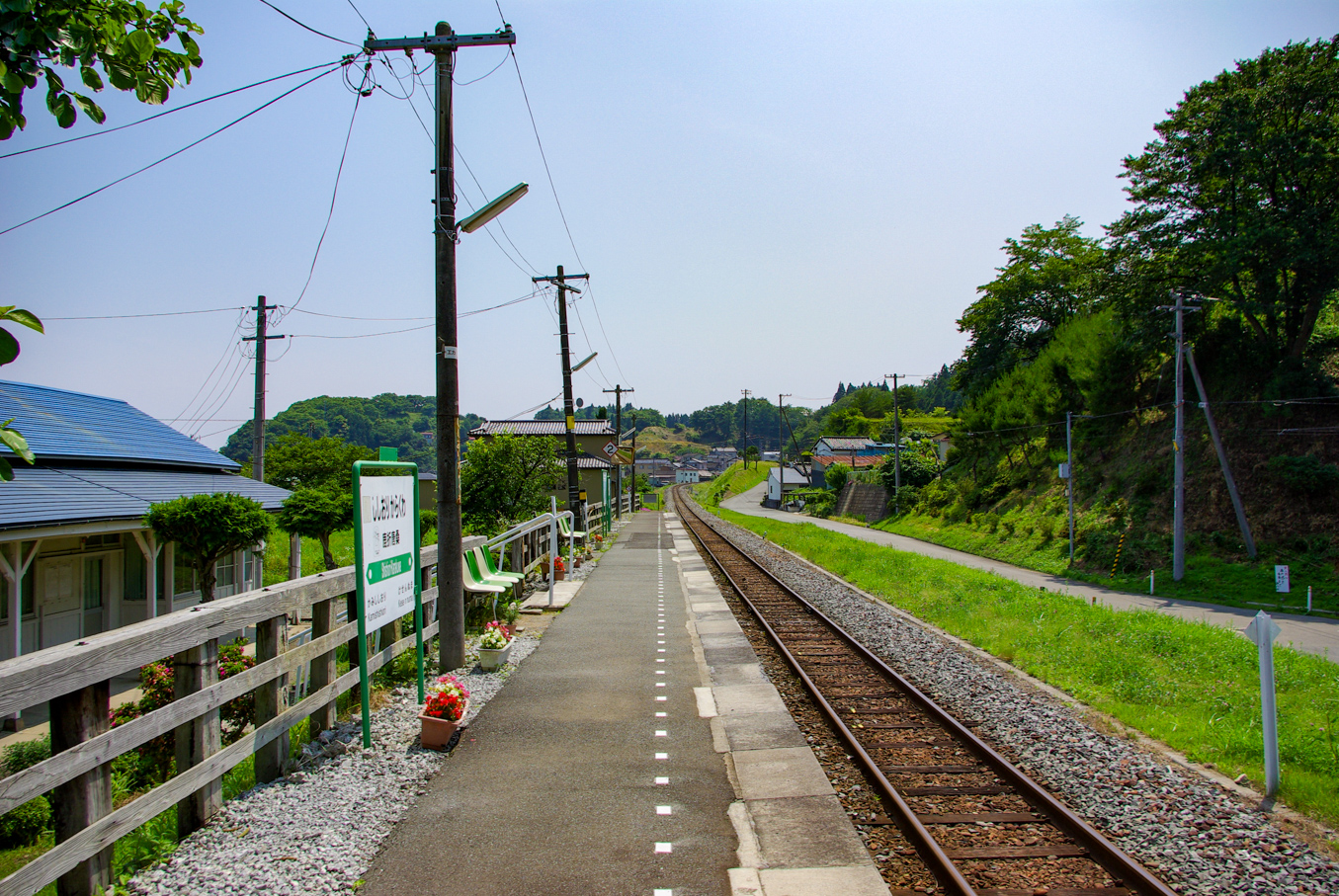
鉄道時代のホーム（2009年7月）

## 利用状況
JR東日本によると、2023年度（令和5年度）の1日平均乗車人員は12人である。
2000年度（平成12年度）以降の推移は以下のとおりである。なお、2000年度（平成12年度） - 2005年度（平成17年度）は鉄道運行時の統計である。
| 1日平均乗車人員推移 | 1日平均乗車人員推移 | 1日平均乗車人員推移 | 1日平均乗車人員推移 |
| 年度                | 鉄道                | BRT                 | 出典                |
| ------------------- | ------------------- | ------------------- | ------------------- |
| 2000年（平成12年）  | 69                  | 未開業              | [ 鉄道 1 ]          |
| 2001年（平成13年）  | 61                  | 未開業              | [ 鉄道 2 ]          |
| 2002年（平成14年）  | 72                  | 未開業              | [ 鉄道 3 ]          |
| 2003年（平成15年）  | 73                  | 未開業              | [ 鉄道 4 ]          |
| 2004年（平成16年）  | 70                  | 未開業              | [ 鉄道 5 ]          |
| 2005年（平成17年）  | 60                  | 未開業              | [ 鉄道 6 ]          |
| 2013年（平成25年）  | 運休                | 8                   | [ BRT 2 ]           |
| 2014年（平成26年）  | 運休                | 7                   | [ BRT 3 ]           |
| 2015年（平成27年）  | 運休                | 12                  | [ BRT 4 ]           |
| 2016年（平成28年）  | 運休                | 12                  | [ BRT 5 ]           |
| 2017年（平成29年）  | 運休                | 7                   | [ BRT 6 ]           |
| 2018年（平成30年）  | 運休                | 8                   | [ BRT 7 ]           |
| 2019年（令和元年）  | 運休                | 8                   | [ BRT 8 ]           |
| 2020年（令和02年）  | 廃止                | 17                  | [ BRT 9 ]           |
| 2021年（令和03年）  | 廃止                | 10                  | [ BRT 10 ]          |
| 2022年（令和04年）  | 廃止                | 16                  | [ BRT 11 ]          |
| 2023年（令和05年）  | 廃止                | 12                  | [ BRT 1 ]           |

## 駅周辺
駅周辺一帯は東日本大震災で甚大な被害を受けたが、災害公営住宅や商店街が整備され、県道沿いに商店が立ち並ぶなど、再建が進みつつある。
駅の南に見える丘（陣山）には気仙沼市復興祈念公園が整備された。
- 岩手県交通「鹿折駅前」停留所 - ミヤコーバス「鹿折唐桑駅前」停留所と同位置
- 気仙沼市復興祈念公園
- 宮城県道26号気仙沼唐桑線
- 宮城県道・岩手県道34号気仙沼陸前高田線
- 宮城県道218号大島浪板線
- 鹿折公民館
- 気仙沼信用金庫鹿折支店
- 気仙沼警察署鹿折駐在所[新聞 2]

## 隣の停留所
東日本旅客鉄道（JR東日本）
■大船渡線BRT
盛方面
□快速・■普通
内湾入口（八日町）駅 - 鹿折唐桑駅 - 八幡大橋（東陵高校）駅
上鹿折方面*
気仙沼駅（気仙沼駅前） - （この間9停留所） - 鹿折唐桑駅（鹿折唐桑駅前） - （この間14停留所） - 上鹿折駅（上鹿折駅前）
*:ミヤコーバス鹿折金山線の一部区間を大船渡線BRTとして運行。

### かつて存在した鉄道路線
東日本旅客鉄道（JR東日本）
■大船渡線
気仙沼駅 - 鹿折唐桑駅 - 上鹿折駅

### 記事本文

#### 報道発表資料
1. ↑  「BRTダイヤ改正について (PDF)」（プレスリリース）、東日本旅客鉄道盛岡支社、2015年2月24日。2015年4月2日時点のオリジナル (PDF)よりアーカイブ。2025年6月24日閲覧。
2. ↑  「気仙沼線（柳津～気仙沼間）及び大船渡線（気仙沼～盛間）における鉄道事業の廃止の日の繰上げの届出について (PDF)」（プレスリリース）、東日本旅客鉄道、2020年1月31日。2020年2月6日閲覧。
3. ↑  「鉄道事業の廃止の届出に係る廃止の日の繰上げについて (PDF)」（プレスリリース）、国土交通省東北運輸局、2020年1月29日。2020年2月1日時点のオリジナル (PDF)よりアーカイブ。2020年2月6日閲覧。

#### 新聞記事
1. ↑  「復興の道ふさぐ被災船 気仙沼だけで20トン16隻」『産経新聞』2011年4月22日。2011年4月30日閲覧。[リンク切れ]
2. ↑  「宮城）被災した4つの駐在所・交番が開所　殉職遺族参列」『朝日新聞』2019年4月4日。2019年4月4日時点のオリジナルよりアーカイブ。2023年6月10日閲覧。

### 利用状況

#### 鉄道
1. ↑  「JR東日本：各駅の乗車人員（2000年度）」東日本旅客鉄道。2025年6月24日閲覧。
2. ↑  「JR東日本：各駅の乗車人員（2001年度）」東日本旅客鉄道。2025年6月24日閲覧。
3. ↑  「JR東日本：各駅の乗車人員（2002年度）」東日本旅客鉄道。2025年6月24日閲覧。
4. ↑  「JR東日本：各駅の乗車人員（2003年度）」東日本旅客鉄道。2025年6月24日閲覧。
5. ↑  「JR東日本：各駅の乗車人員（2004年度）」東日本旅客鉄道。2025年6月24日閲覧。
6. ↑  「JR東日本：各駅の乗車人員（2005年度）」東日本旅客鉄道。2025年6月24日閲覧。

#### BRT
1. 1 2  「BRT駅別乗車人員（2023年度）| 企業サイト：JR東日本」東日本旅客鉄道。2025年6月24日閲覧。
2. ↑  「BRT駅別乗車人員（2013年度）：JR東日本」東日本旅客鉄道。2025年6月24日閲覧。
3. ↑  「BRT駅別乗車人員（2014年度）：JR東日本」東日本旅客鉄道。2025年6月24日閲覧。
4. ↑  「BRT駅別乗車人員（2015年度）：JR東日本」東日本旅客鉄道。2025年6月24日閲覧。
5. ↑  「BRT駅別乗車人員（2016年度）：JR東日本」東日本旅客鉄道。2025年6月24日閲覧。
6. ↑  「BRT駅別乗車人員（2017年度）：JR東日本」東日本旅客鉄道。2025年6月24日閲覧。
7. ↑  「BRT駅別乗車人員（2018年度）：JR東日本」東日本旅客鉄道。2025年6月24日閲覧。
8. ↑  「BRT駅別乗車人員（2019年度）：JR東日本」東日本旅客鉄道。2025年6月24日閲覧。
9. ↑  「BRT駅別乗車人員（2020年度）| 企業サイト：JR東日本」東日本旅客鉄道。2025年6月24日閲覧。
10. ↑  「BRT駅別乗車人員（2021年度）| 企業サイト：JR東日本」東日本旅客鉄道。2025年6月24日閲覧。
11. ↑  「BRT駅別乗車人員（2022年度）| 企業サイト：JR東日本」東日本旅客鉄道。2025年6月24日閲覧。